# Puerto del Carrizo
Puerto del Carrizo är en ort i Mexiko.   Den ligger i kommunen Coahuayutla de José María Izazaga och delstaten Guerrero, i den södra delen av landet, 290 km väster om huvudstaden Mexico City. Puerto del Carrizo ligger 788 meter över havet och antalet invånare är 255.
Terrängen runt Puerto del Carrizo är kuperad. Runt Puerto del Carrizo är det mycket glesbefolkat, med 6 invånare per kvadratkilometer. Närmaste större samhälle är Coahuayutla de Guerrero, 9,8 km sydväst om Puerto del Carrizo. I omgivningarna runt Puerto del Carrizo växer huvudsakligen savannskog.